# John Millington Synge
Pour les articles homonymes, voir John Synge, Millington et Synge.
John Millington Synge, né le 16 avril 1871, à Rathfarnham, et mort le 24 mars 1909  à Dublin, est un dramaturge, prosateur et poète irlandais, l'un des principaux artisans du Celtic Revival, mouvement littéraire formé pour redonner vie à la culture irlandaise. Il est l'un des fondateurs du théâtre de l'Abbaye, à Dublin.
D'origine protestante, il s'est surtout intéressé au monde des paysans catholiques de son pays, chez lesquels il croyait retrouver le vieux fond culturel païen de l'Irlande. La première représentation de sa pièce la plus célèbre, Le Baladin du monde occidental, provoqua des émeutes à Dublin en 1907.

## Biographie

### Enfance et jeunesse
Synge, dernier fils d'une famille de huit enfants, naît à la campagne. Son père, avocat issu de la noblesse terrienne, meurt de la variole en 1872. Sa mère vient s'installer à Brentham, dans la banlieue de Dublin, où vit sa mère. Synge y mène une enfance heureuse pendant laquelle il s'intéresse notamment à l'ornithologie. Il est le cousin de Florence Ross avec qui il grandit et partage un intérêt pour l'histoire naturelle.
Il fréquente des écoles privées de Dublin et étudie la théorie de la musique ainsi que plusieurs instruments au Royal Irish Academy of Music. Il étudie l'irlandais et l'hébreu au Trinity College, où il obtient sa licence en 1892. L'un de ses professeurs au Trinity College, est Canon James Goodman, prêtre collecteur de musique traditionnelle, et joueur de flûte et de uilleann pipes. Il lit également Darwin et s'intéresse à la vieille civilisation irlandaise, particulièrement aux îles d'Aran.
En 1893, Synge publie son premier poème fortement influencé par William Wordsworth. L'époque de sa lecture de Darwin est aussi une époque de crise spirituelle, et il renie la religion protestante dans laquelle il a été élevé.

### Débuts comme écrivain
Après sa licence, Synge décide en 1893 de devenir musicien professionnel et se rend en Allemagne pour y compléter sa formation. Il séjourne à Coblence et à Wurtzbourg. Cependant, éprouvant de cruelles difficultés à jouer en public et doutant de ses capacités, il rentre en Irlande en juin 1894. En janvier de l'année suivante, il part pour Paris afin d'étudier les langues et la littérature à la Sorbonne. Pendant ses vacances d'été, à Dublin, il tombe amoureux de Cherrie Matheson. Il la demande en mariage en 1895, puis une nouvelle fois l'année suivante. Elle refuse à cause de leurs divergences religieuses. Cet épisode affecte beaucoup Synge et renforce sa détermination à passer le plus de temps possible hors de l'île. En 1896, il fait également un séjour en Italie.
La même année, de retour à Paris, il rencontre William Butler Yeats, qui l'incite à aller vivre un moment dans les îles d'Aran. À Paris, il participe également quelque temps au cercle de Maud Gonne, mais s'en dissocie bientôt. Il publie bon nombre de critiques et de poèmes de style décadent dans la revue Irlande libre de Gonne. Il assiste aussi à des conférences à la Sorbonne par l'éminent spécialiste des questions celtiques Henri d’Arbois de Jubainville.
En 1897, il a sa première attaque due à la maladie de Hodgkin.

### Les îles d'Aran

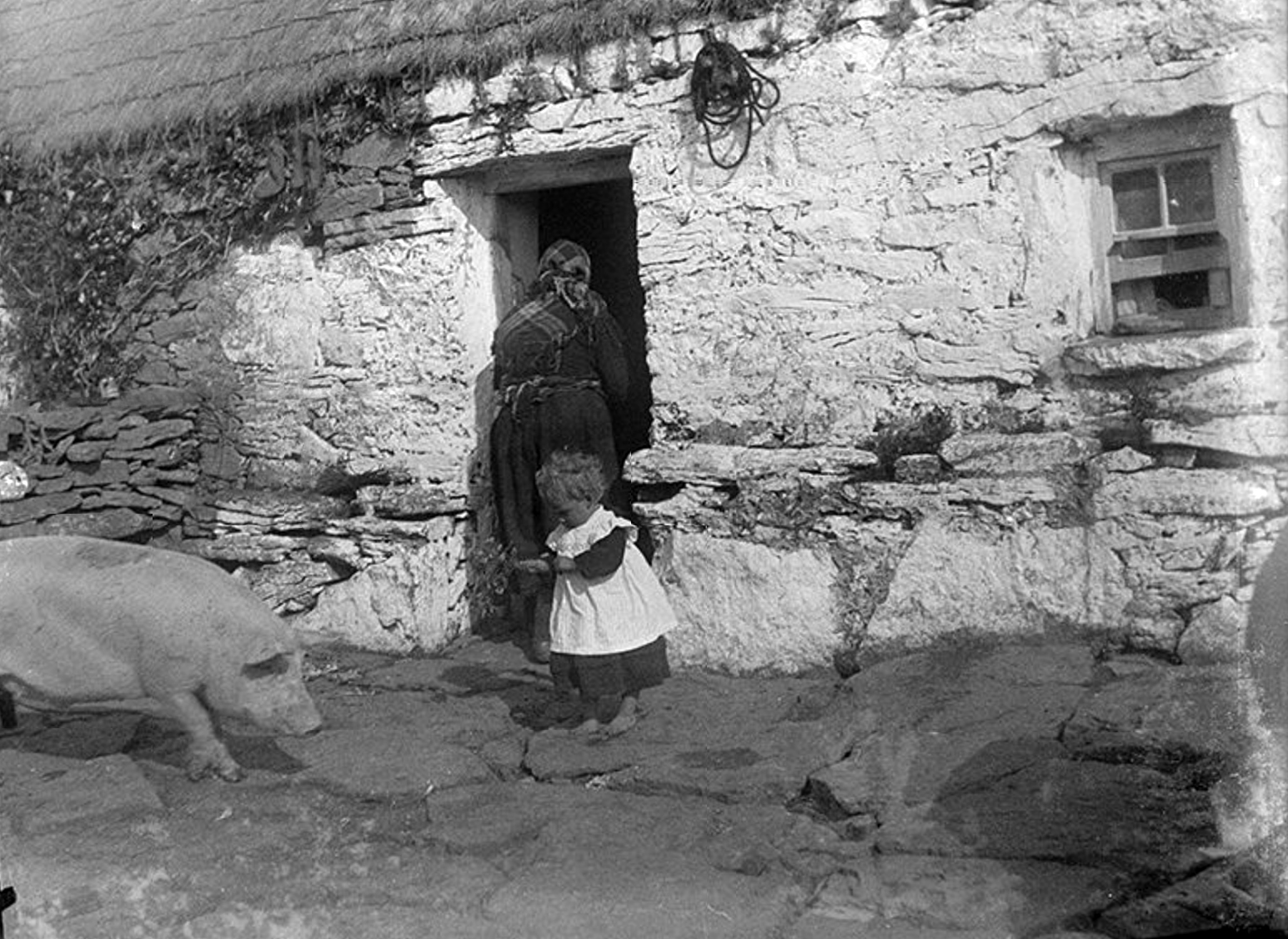
Photo prise par Synge vers 1900 sur l'île d'Inis Meáin, l'enfant au centre serait un petit garçon habillé en fille pour empêcher qu'il ne soit enlevé par les fées.

Synge passe l'été 1898 dans les îles d'Aran. Il y rend visite à Lady Gregory et voit Yeats et Edward Martyn. Il répète le voyage tous les étés pendant cinq ans, perfectionnant son irlandais et sa connaissance des histoires et du folklore locaux. Il passe toutefois la majeure partie de l'année à Paris et fait des séjours réguliers en Bretagne.
Dès 1898, il fait paraître un premier compte rendu de son séjour aux Aran dans la New Ireland Review. Son journal sur le même sujet, Les Iles d'Aran (The Aran Islands), est publié en 1901 puis réédité en 1907 avec des illustrations de Jack Yeats. Il y exprime l'idée que, sous le catholicisme apparent des paysans et des pêcheurs de l'île peut se retrouver un vieux fond de paganisme. L'expérience des Aran forme la base de la plupart de ses pièces.
En 1900, il envoie à Lady Gregory une première pièce : When the Moon has Set. Mais elle la refuse.

### Premières pièces
En 1903, Synge quitte Paris et s'installe à Londres. L'année précédente, il avait écrit deux pièces en un acte : Cavaliers vers la mer (Riders to the Sea) et L'ombre de la Vallée (The Shadow of the Glen). Toutes deux sont acceptées par Lady Gregory et représentées au Molesworth Hall, L'ombre de la Vallée en octobre 1903 et Cavaliers de la mer en février de l'année suivante. Riders to the Sea est traduit en français par Cavaliers vers la mer, Cavaliers de la mer. À mer à cheval (2005), version française par Georgette Sable, tente de se départir d'une traduction par trop littérale de ce titre qui met en jeu, dans l'esprit de l'auteur, une complexe relation entre les cavaliers et la mer, entre les chevaux et la mort. À mer..., plus qu'une direction, traduit un véritable sens dans un jeu entre l'amertume et la symbolique de l'équidé psychopompe. Si la mer,
comme faiseuse de veuves, est au centre du sujet, le mélange entre christianisme et croyances païennes l'est aussi, et particulièrement avec
les chevaux qui par ailleurs faisaient partie de commerce et transport véritables entre les îles Aran et l'île principale d'Irlande. En français,
si cavaliers... permet de remonter, par traduction inverse, au titre de la pièce d'origine, cela ne traduit pas pour autant les nuances et la complexité du sujet pétri de tradition gaélique à laquelle Synge s'attachait à rendre hommage en y retrouvant racines et inspiration. Pour d'autres traductions consulter la section notes.
Riders to the Sea a aussi servi à l'élaboration de l'opéra en un acte du même nom, achevé en 1932, par le Britannique Ralph Vaughan Williams,
présenté au théâtre de l'Athénée (Paris) du 8 au 11 avril 2009.
Du 27 février 1904 au 3 janvier 1905, L'Ombre de la vallée est à l'affiche lors des toutes premières représentations du théâtre de l'Abbaye dans lequel Synge joue un rôle important comme conseiller littéraire puis dans la direction.
Les deux pièces se fondent sur des histoires que Synge avait rapportées de son séjour aux îles d'Aran. L'Ombre de la vallée, l'histoire d'une femme infidèle, est imprimée sous le titre 'In the Shadow of the Glen et attaquée par le nationaliste irlandais Arthur Griffith qui y voit une calomnie de la femme irlandaise. Patrick Pearse, un autre nationaliste critique la manière dont Dieu et la religion sont présentés dans Cavaliers de la mer. Une troisième pièce en un acte est ébauchée vers la même époque, The Tinker’s Wedding. Synge lui-même ne cherche pas réellement à la faire jouer. Celle-ci comprend en effet une scène dans laquelle un prêtre est enfermé dans un sac, et, comme il l'écrit en 1905 à Elkin Mathews, son éditeur, cela aurait heurté « beaucoup de nos amis de Dublin ».

### Le Baladin du monde occidental, l'œuvre et les émeutes
En janvier 1907 est représenté au théâtre de l'Abbaye The Playboy of the Western World, connu en français sous le titre Le Baladin du monde occidental. L'action se déroule dans une région rurale du Nord-Ouest de l'Irlande. Christy Mahon, un jeune homme, arrive dans un village, affirme aux habitants qu'il est en fuite après avoir tué son père. Ceux-ci éprouvent alors pour lui une grande admiration et ne le condamnent pas moralement. Mais le père du jeune homme réapparait et les villageois ne ressentent que du mépris pour un menteur et un lâche.
Des nationalistes, dont Griffith, trouvent la pièce trop peu politique et dégradante tant par la vulgarité de son langage que par l'image qu'elle donne de la situation morale de l'Irlande. Ils contribuent alors à provoquer une émeute. Yeats revint immédiatement d'Écosse et, avant la seconde représentation, il fait une déclaration restée célèbre : « vous vous êtes déconsidérés, est-ce ainsi que sera toujours accueillie à l'avenir l'arrivée du génie irlandais ? ». Il décide d'appeler la police. La presse se retourne bientôt contre les émeutiers et les mouvements de protestations s'épuisent.

### Dernières années
En 1907, Synge termine The Tinker's Wedding qui n'est pas représentée en Irlande mais à Londres en 1909.
Cette année, Cuala press publie ses poèmes. Yeats et l'actrice Molly Algood achèvent la dernière pièce de Synge, Deirdre of the Sorrows, qui est représentée en janvier 1910 au théâtre de l'Abbaye. Molly Algood y tient le rôle principal.

## Héritage littéraire
Synge a contribué à élaborer un style qui restera celui du théâtre de l'Abbaye pendant quarante ans. Son réalisme stylisé contribue pour beaucoup à la formation des acteurs dans l'école du théâtre et, jusque dans les années 1950, les pièces sur la paysannerie forment la base du répertoire de l'Abbaye. Seán O'Casey, qui est le dramaturge majeur suivant à écrire pour ce théâtre, connaissait bien les œuvres de Synge. Il tente de faire sur les classes populaires urbaines un travail similaire à celui de Synge sur les pauvres de la campagne.
Le critique Vivian Mercier, parmi les premiers, fait remarquer ce que Samuel Beckett devait à Synge[réf. nécessaire]. Dans sa jeunesse, Beckett est un habitué du Théâtre de l'Abbaye où il admire tout particulièrement les œuvres de Yeats, Synge et O'Casey. Il y a une similitude frappante entre les personnages des pièces et des romans de Beckett et les vagabonds, les mendiants et les paysans qui peuplent les œuvres de Synge.
En France, Françoise Morvan a traduit le théâtre complet de Synge en transposant l'anglo-irlandais (anglais marqué par les structures du gaélique) en un français marqué par les structures du breton (cette transposition restitue cette langue qui est une caractéristique essentielle du théâtre de Synge et de sa poésie) (éditeur Les Solitaires intempestifs).
Antonin Artaud, poète et mystique français, a suivi les traces de Synge en Irlande, persuadé que le poète irlandais avait un lien plus ou moins étroit avec une prophétie qu'il s'agissait pour lui d'accomplir.